# Tivadar Kosztka Csontváry

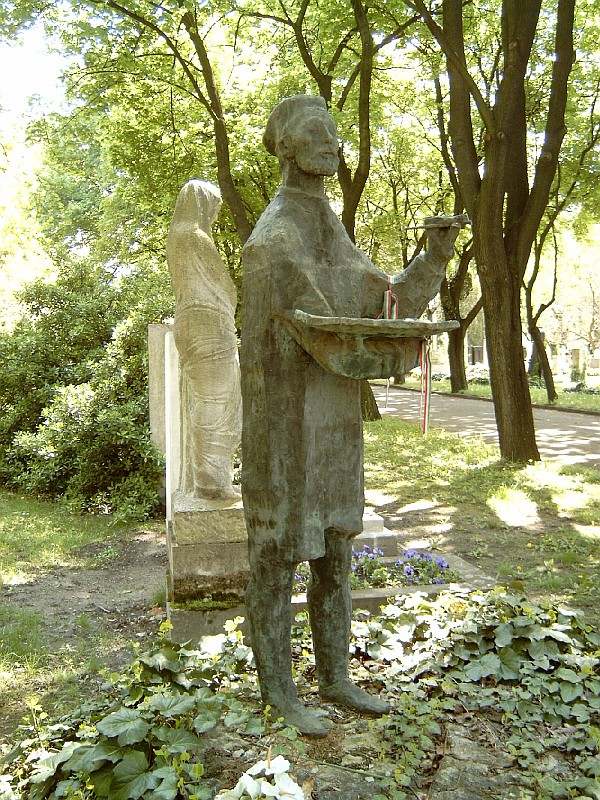
Standbeeld op de Kerepes begraafplaats te Boedapest

Tivadar Kosztka Csontváry (Hongaars: [ˈtivɒdɒr ˈkostkɒ ˈt͡ʃontvaːri], Sabinov, 5 juli 1853 - Boedapest, 20 juni 1919; oorspronkelijke naam: Mihály Tivadar Kosztka) was een Hongaars kunstschilder uit 19e eeuw en 20e eeuw, die tot de expressionisten gerekend kan worden.

## Leven
Csontváry was een van de in Europa meer bekende Hongaarse schilders. Oorspronkelijk was hij apotheker, maar op latere leeftijd besloot hij een beroemd schilder te worden.

Vroege werken
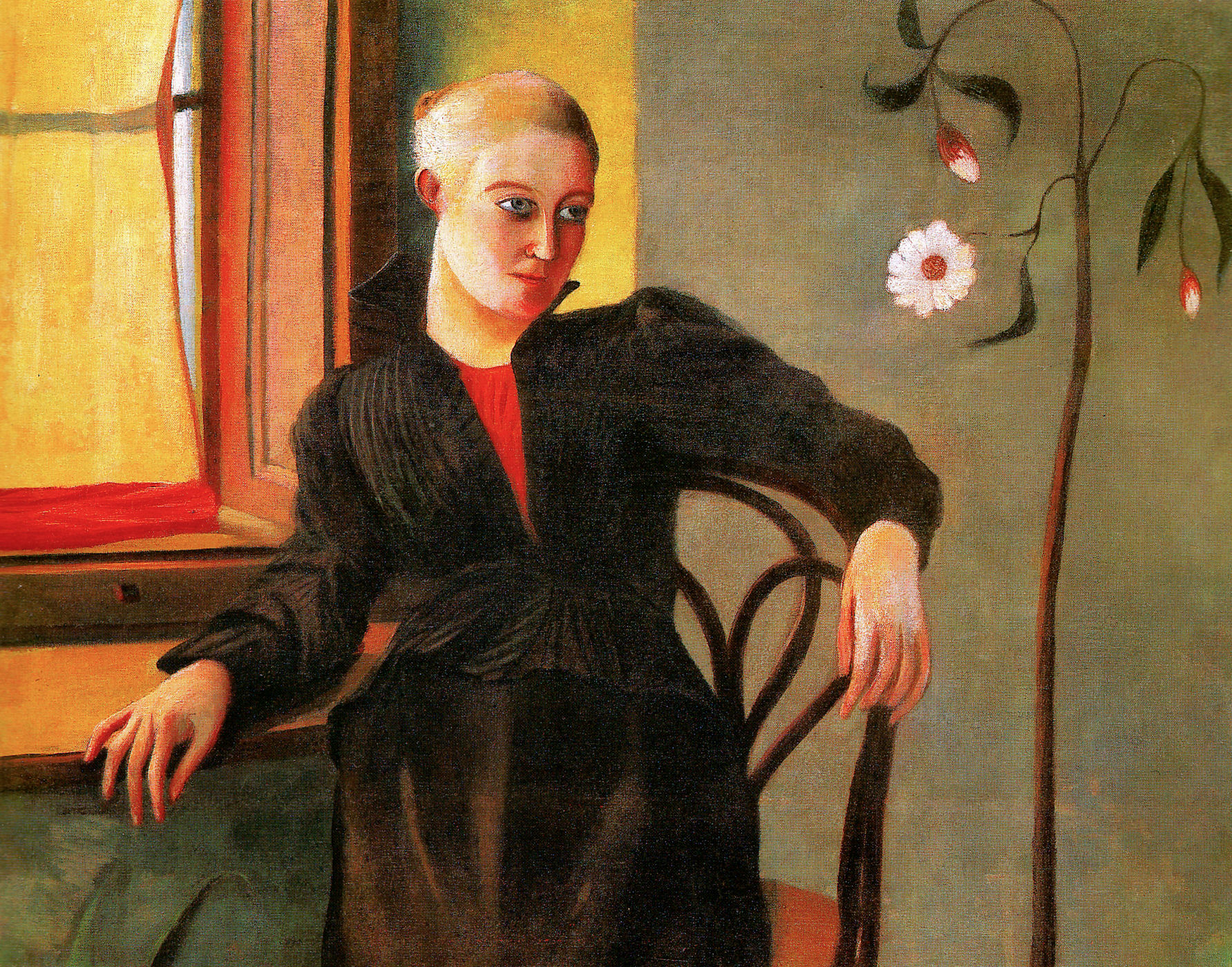
1890. Bij het raam zittende vrouw
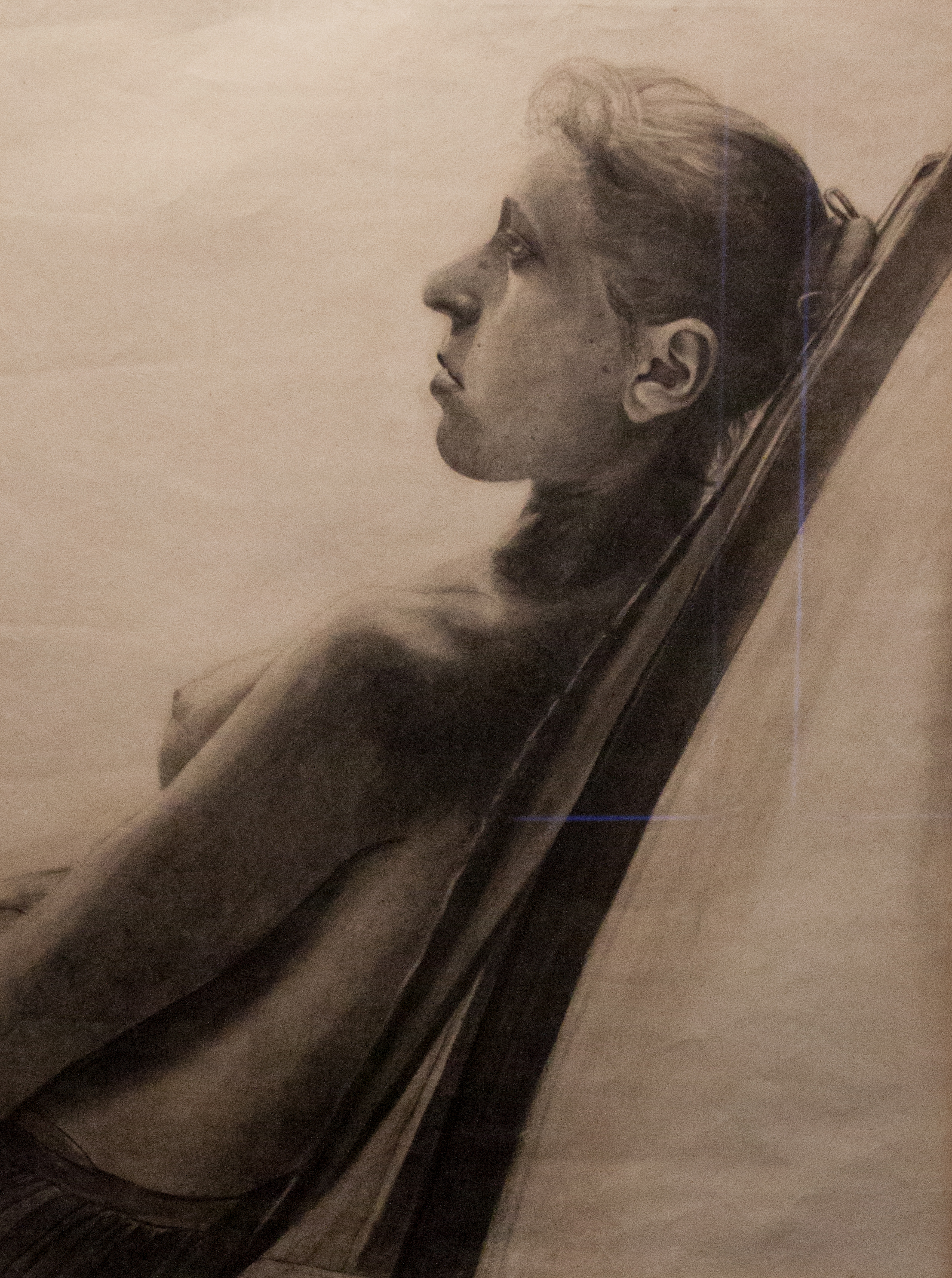
1894. Amelie
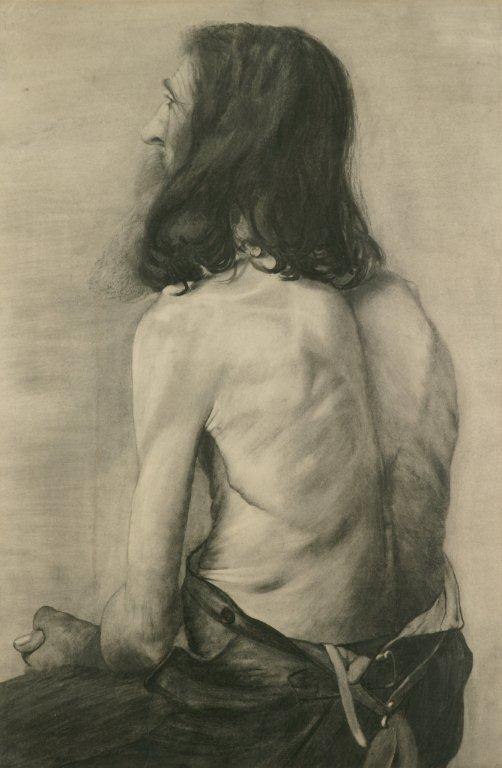
ca. 1895

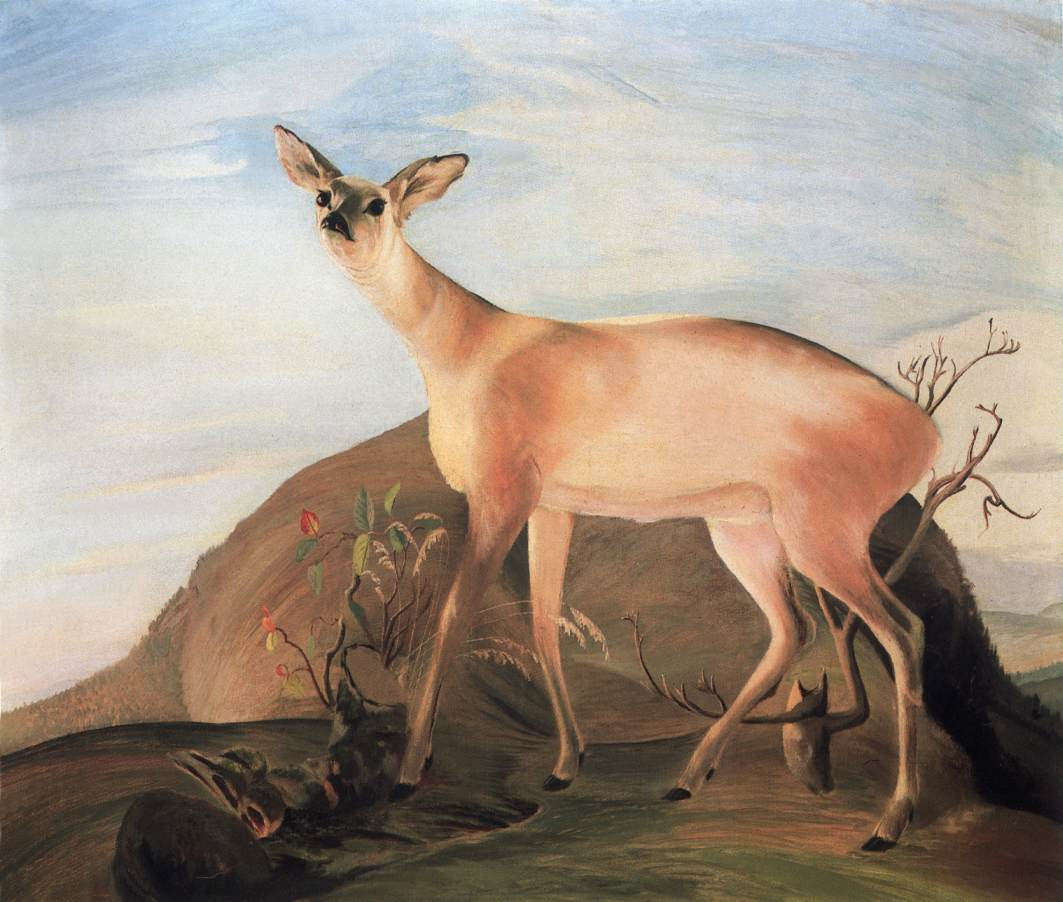
1893. Hert
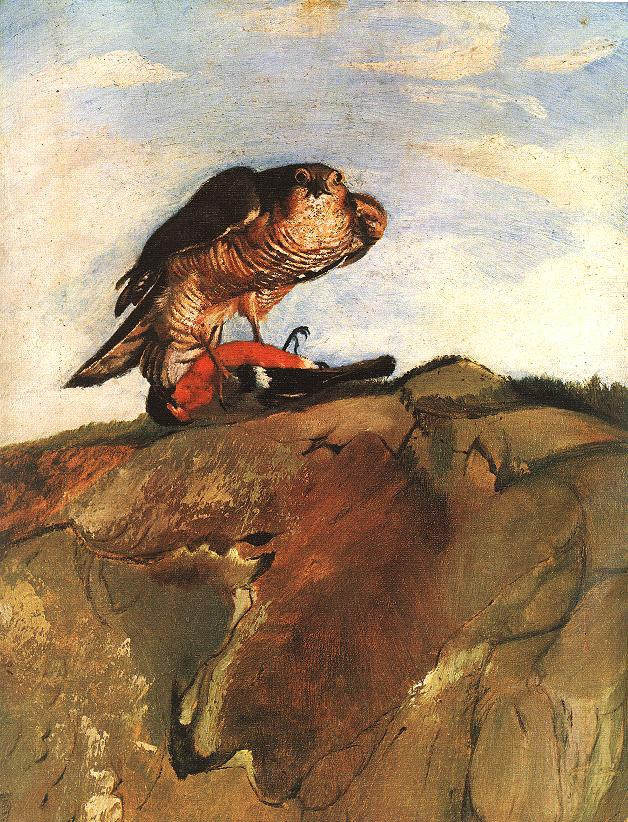
1893. Roofvogel
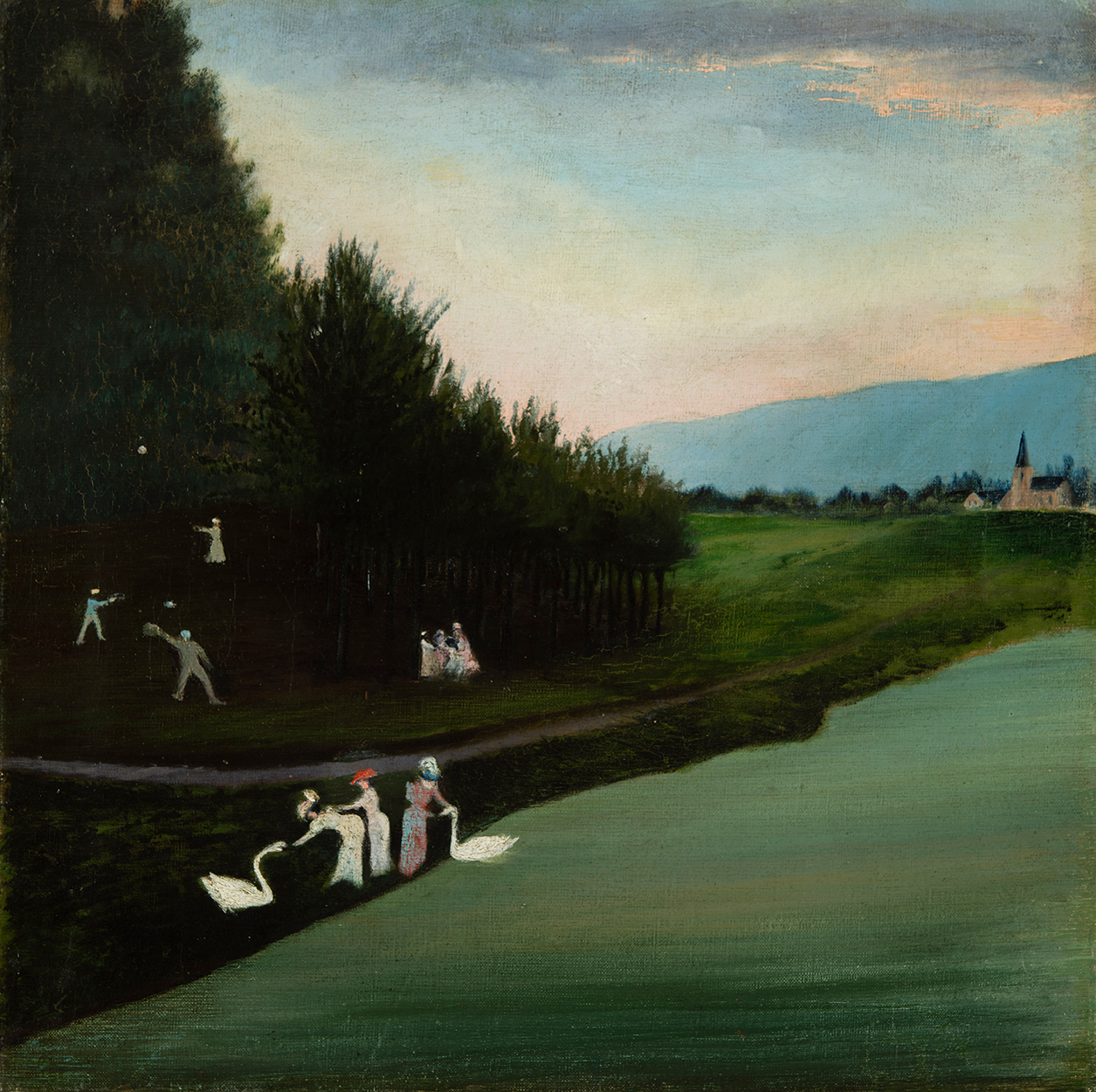
ca. 1900. Tennisspelend gezelschap

Eerst maakte hij portretten en potloodtekeningen, later maakte hij olieverfschilderijen van soms zeer grote afmetingen in een kenmerkende en persoonlijke stijl. Hiervoor maakte hij reizen in Hongarije, naar Sicilië (onder andere Taormina) en naar Palestina (onder andere Baalbek).
In Pécs is het Csontváry Múzeum gewijd aan de schilder.

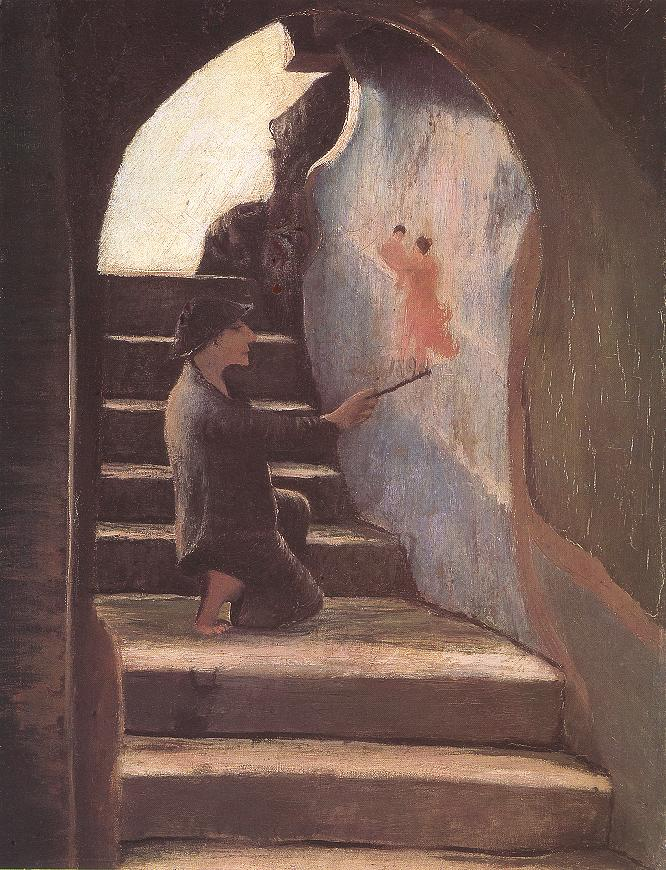
1898. Jonge schilder
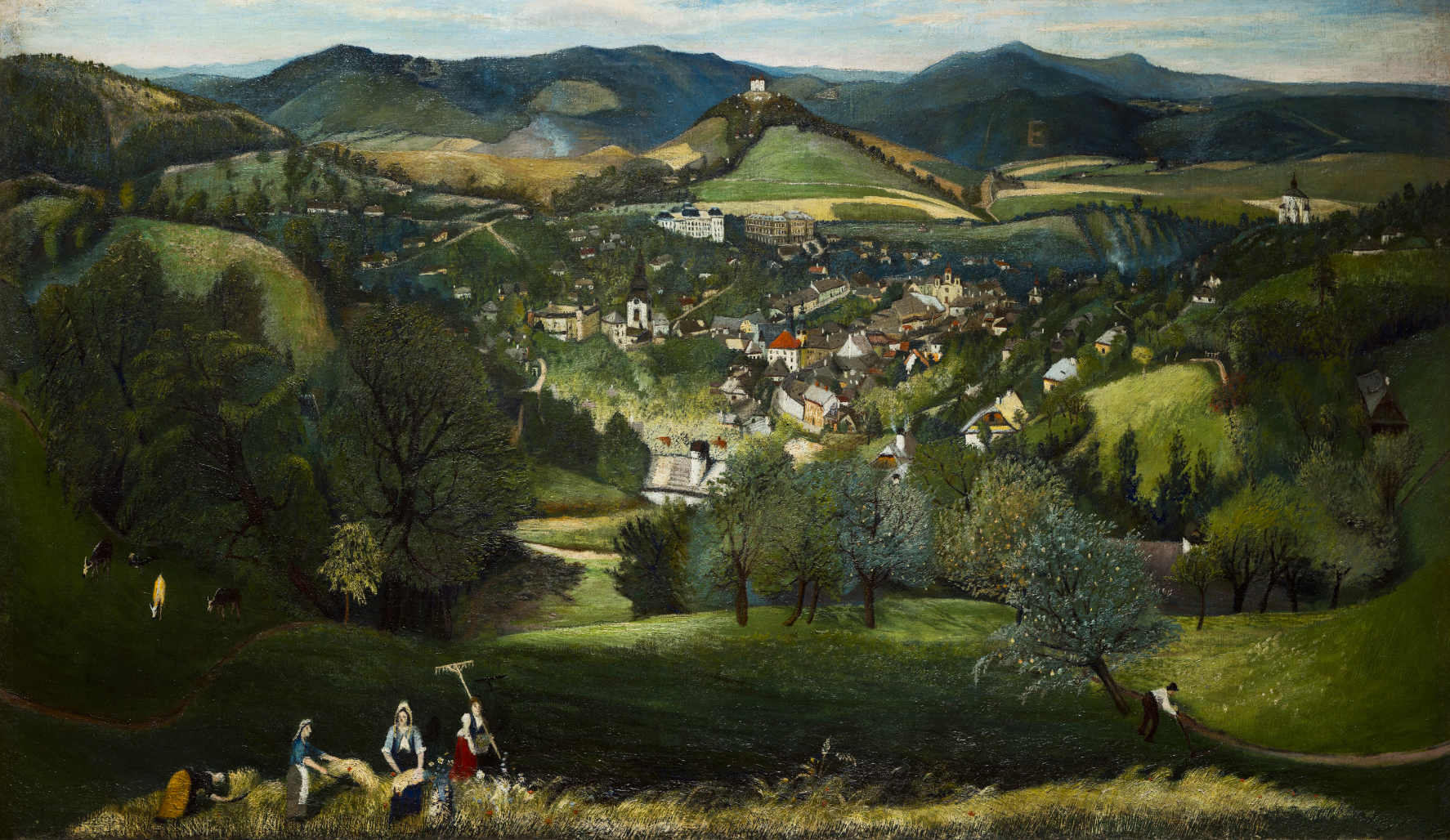
1902. Landschap bij Selmecbánya
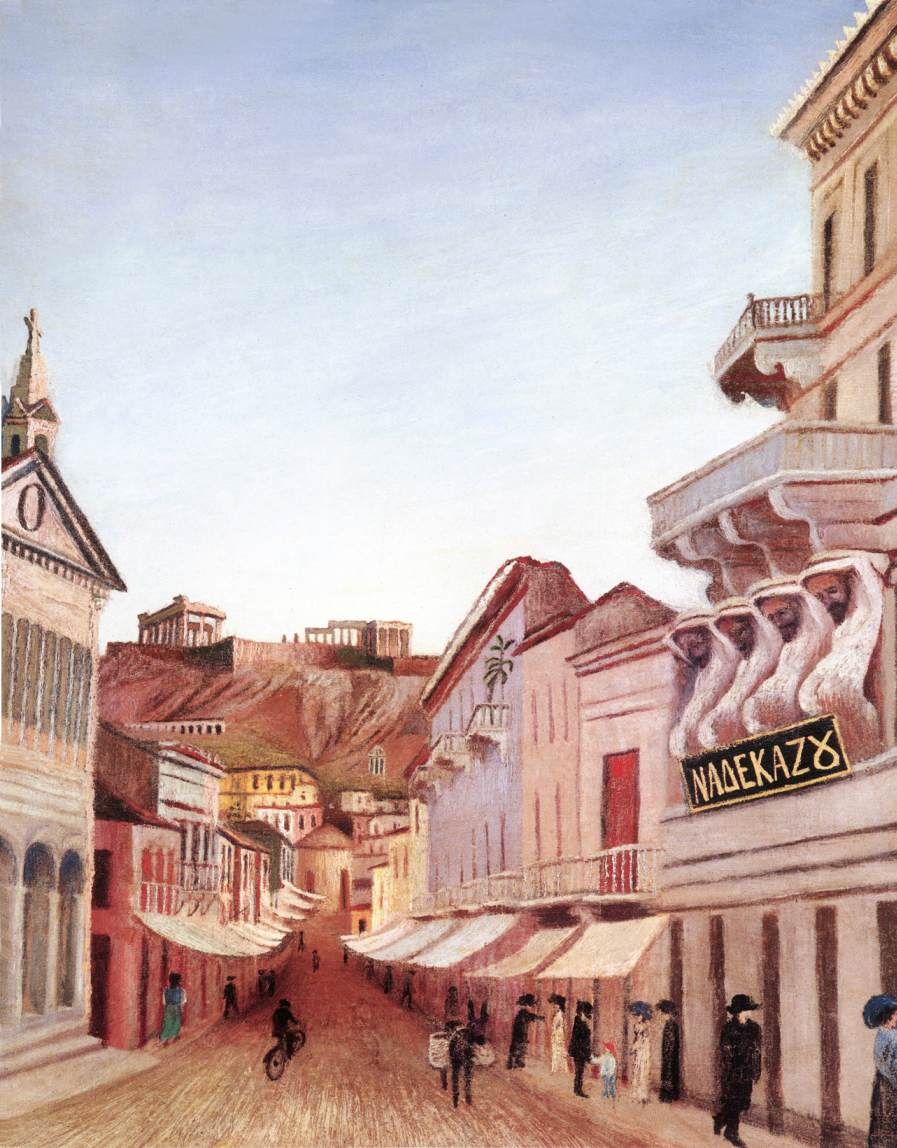
1904. Straat in Athene

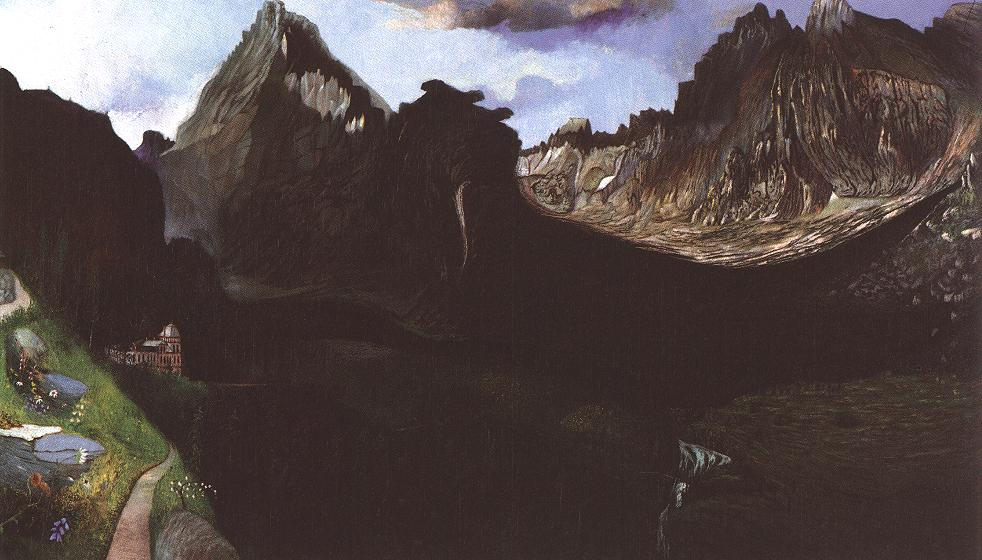
1904. Grote Tar-beek in de Tatra
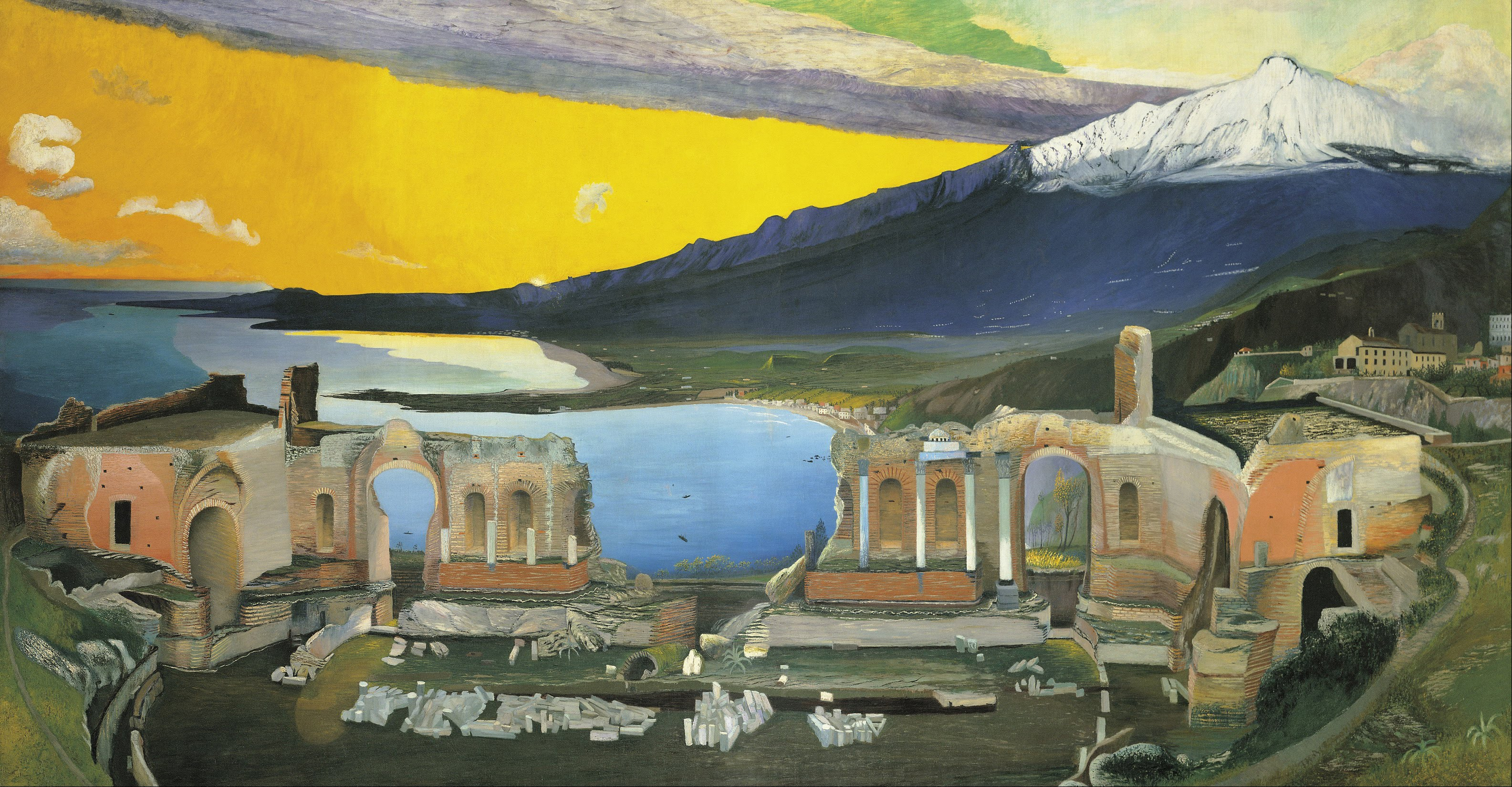
1904–1905. Ruïnes van het Griekse amfitheater bij Taormina
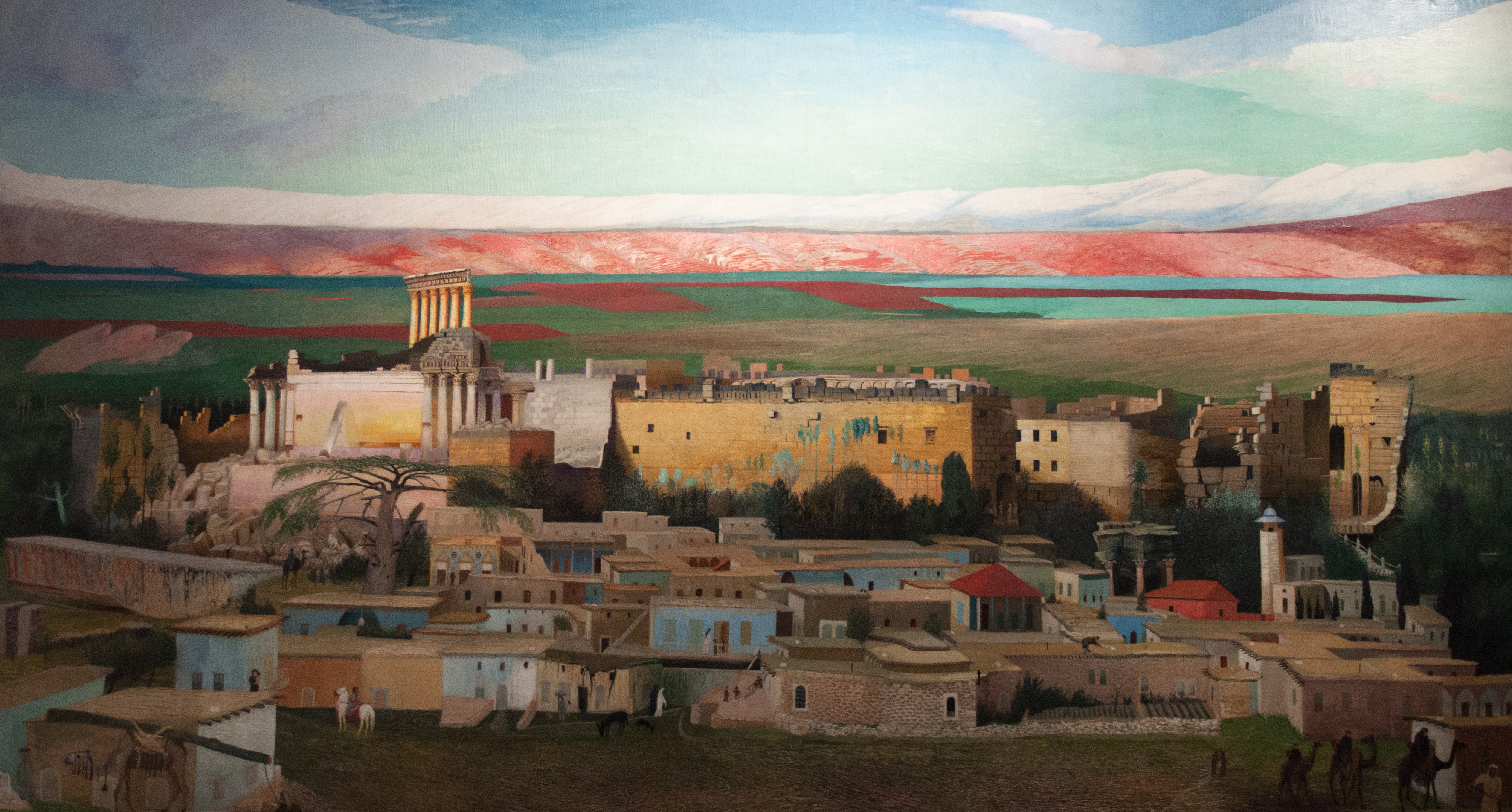
1906. Baalbek

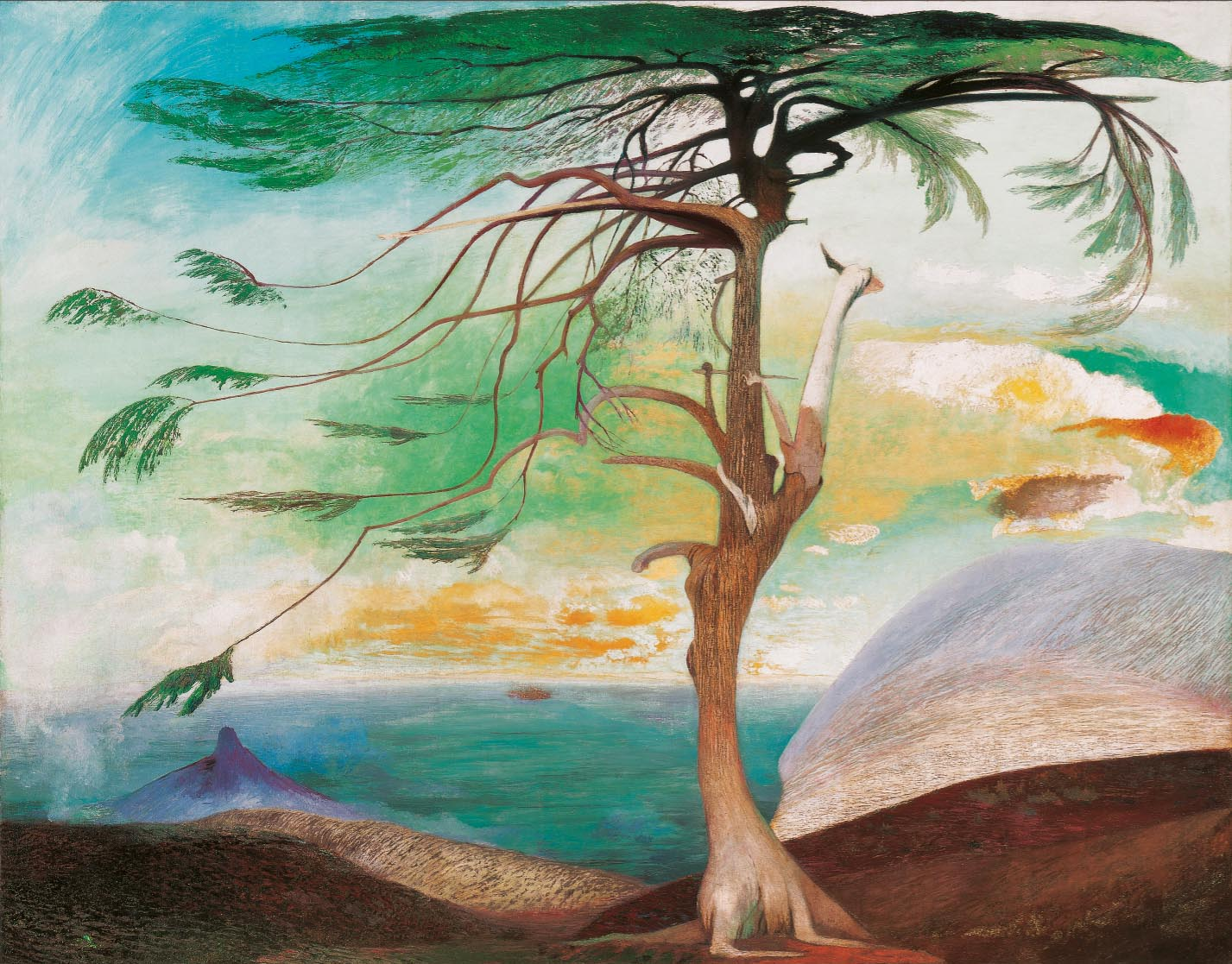
1907. Solitaire ceder
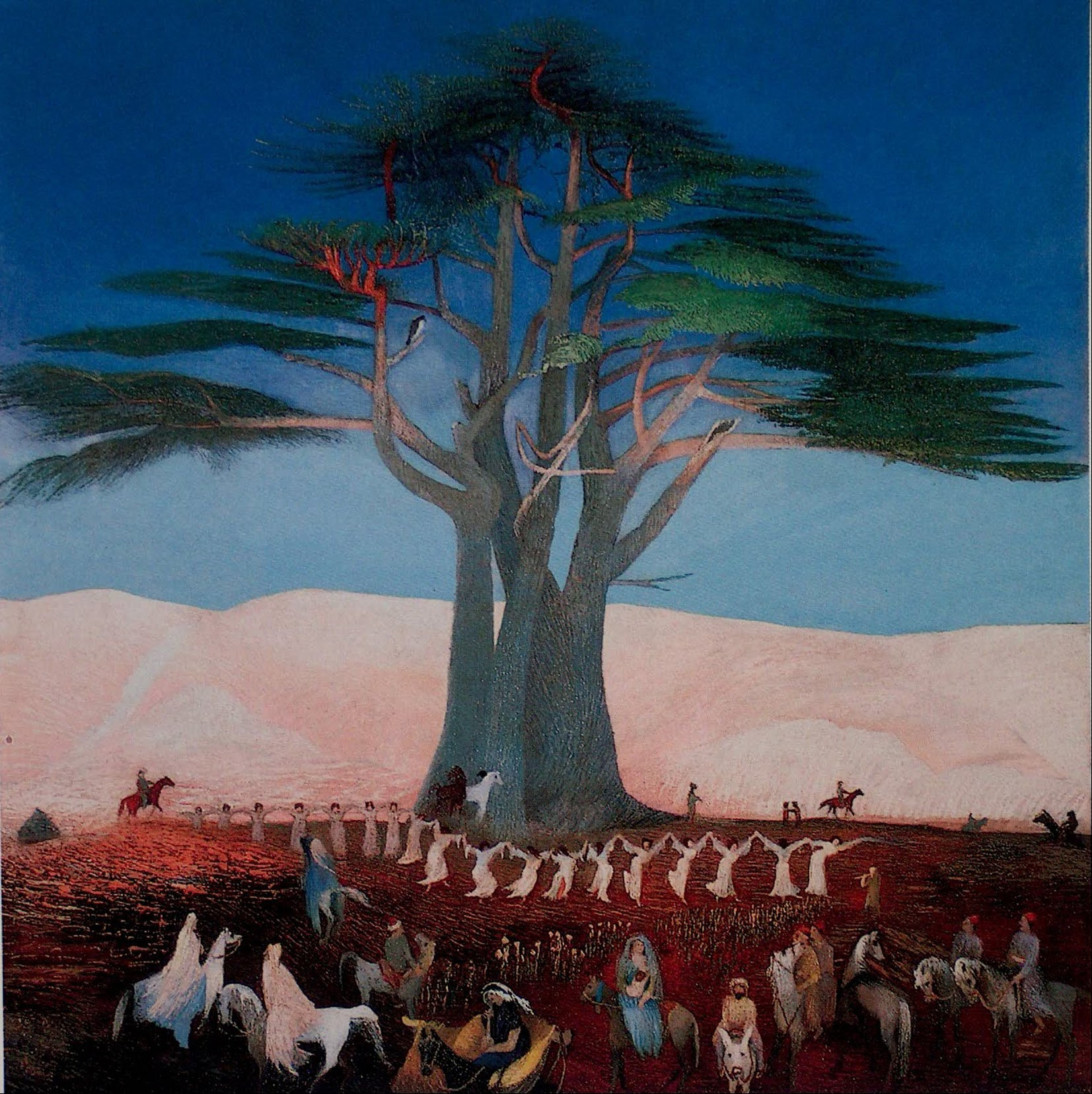
1907. Bedevaartgangers bij de Libanese ceder